# Office48

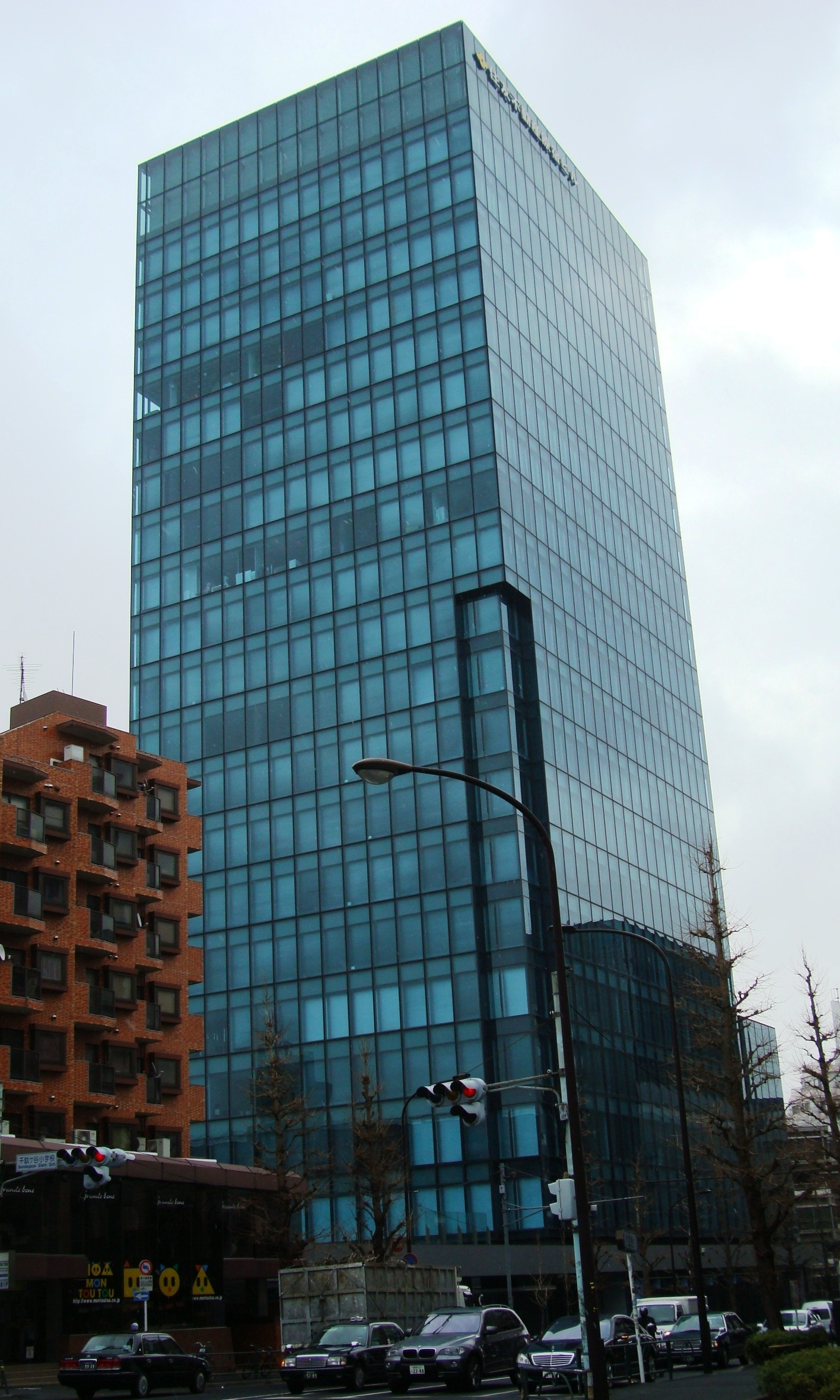
office 48所在的住友不动产原宿大楼

office48（日语：オフィスフォーティーエイト）是一家總部設在日本東京澀谷區的藝能事務所。2004年成立。所屬藝人主要爲AKB48 Team K和Team B部分成員。

## 歷史
2004年
- 7月13日，芝幸太郎在東京都港区設立。在小林さくら加入后转变运营方针，开始转向艺能界。

2005年
- 作詞家秋元康、KRK製作株式会社代表、窪田康志與株式会社電通協力，成立「秋葉原48計畫」[1]。office48在秋葉原48制作委員会營運[2]。随着女性偶像团体AKB48正式开始，成员们的管理运营也正式开始。事務所董事的戶賀崎智信被選任為AKB48劇場支配人。
- 以小林さくら被选为第三代東京鐵塔Image Galle，每年的形象女孩都是从office48选[3]。

2006年
- 从最一开始office48就负责着AKB48剧场的运营，随后AKS的设立和运营业务的移管，AKB48组合的管理和运营业务也一起移交AKS。

2010年
- 前所屬藝人由于出版了全裸写真集而被该公司告上法庭并要求禁止发表写真。这时，双方曾签署了「在3年内不许从事有损AKB48形象的工作」的「合意解约书」这个事实也被公诸于世[4]。

2011年
- 所屬組合DiVA的追加成员招募开始，合格的同时与office48签订合同追加メンバーオーディション。

2012年
- office48官方部格格，DiVA追加成員的井上結菜、粕谷聡子、福野来夢、二見夕貴、古川温子、山上綾加更新在官方部格格上[5]。
- 3月25日舉行的『業務連絡。頼むぞ、片山部長! inさいたまスーパーアリーナ』第3日公演中，發表島田晴香由AKS移籍到office48[6]，7月正式移籍。

2013年
- 7月，因為office48重組為控股公司，office48所属艺人中，三井裕美以外的全员，转到子公司FLAVE ENTERTAINMENT。

### 事務所的所在地変遷
東京都港区海岸1-1-1Acty汐留56F → 東京都港区白金台5-4-7barubizon25 4F → 東京都港区南青山7-10-3南青山ST大樓4F → 現所在地

## 所属藝人
子公司 FLAVE ENTERTAINMENT 所屬。
- 秋元才加（前AKB48）
- 梅田彩佳（前NMB48）
- 折井步（前AKB48；2008年度東京塔Image Galle）
- 島田晴香（前AKB48）
- 鈴木瑪莉亞（前AKB48；自Dress Code移籍）
- 野村奈央（前AKB48）
- 增田有華（前AKB48）
- 光宗薰（前AKB48）
- 宮澤佐江（前SNH48·SKE48）
- Shiyon（朝鲜语：정시연）（前SDN48）
- 笠原美香（日语：笠原美香）
- 藤重政孝（日语：藤重政孝）
- 川嵜祐樹
- 伊萬里有（日语：伊万里有）
- 丘山晴巳
- 難波沙樹（日语：難波サキ）
- 鄭慧星
- 高橋美雪
- 伊藤良夏（日语：伊藤良夏）（現大阪市議會議員）※黨籍為大阪維新會
- Korry
- 粕谷聰子
- 二見夕貴
- 古川溫子
- 福野來夢
- 山上綾加
- 井上結菜

office48 所屬
- 三井裕美（前SDN48）※擔任AKB48编舞

## 所属組合
- DiVA（音楽レーベル：avex trax）

由AKB48的4名（秋元才加・梅田彩佳・増田有華・宮澤佐江），追加成員甄選合格6名（粕谷聡子・二見夕貴・井上結菜・福野来夢・古川温子・山上綾加）共10名的舞蹈＆歌唱組合。
- Korry

## 過去所屬的藝人

### 藝人
- 伊藤良夏
- 今井優（前AKB48）
- 宇佐美友紀（前AKB48）
- 枝なつみ
- 奥真奈美（前AKB48）
- 小幡めぐみ
- 高妻春（初代ミス納豆）
- 小林さくら
- 佐藤夏希（前AKB48）
- シュガー
- 中西里菜（前AKB48）
- 野呂佳代（前SDN48・前AKB48）
- 早川沙世（前SDN48）
- 遥香（2007年度東京塔Image Galle）
- 真理
- LiLy

### 藝術家
- Chocolove from AKB48

中西里菜・秋元才加・宮澤佐江組成的AKB48首個派生組合。中西的退出使組合自然消滅。
- THREAD

Likka・BANDEE・Emma・YouRe的4人舞蹈・歌唱團體。

### 業務提携
※這個項目是AKB48劇場所屬經理業務由office48委託者記述。

AKB48
- 小嶋陽菜
- 高橋みなみ
- 峯岸みなみ

前AKB48
- 上村彩子 - Office Watanabe所屬
- 浦野一美（前SDN48）
- 大江朝美
- 大島麻衣
- 大堀恵（前SDN48）
- 小野惠令奈
- 川崎希
- 駒谷仁美（前SDN48）
- 佐藤由加理（前SDN48）
- 高田彩奈
- 戶島花（元SDN48）
- 成田梨紗
- 早野薫 - SENSE UP所屬
- 平嶋夏海
- 星野みちる
- 増山加弥乃
- 篠田麻里子
- 前田敦子
- 大島優子
- 板野友美
- 松原夏海
- 河西智美
- 渡邊志穗

## 相關公司
- 株式会社DMI（页面存档备份，存于）

東京都渋谷区神宮前2-34-17住友不動產原宿大樓17F、2005年4月8日設立。
董事長:今井久仁
董事：伊藤健志（株式会社バルビゾン常務董事）
董事：栗原克明（株式会社エープラス董事長）
監査董事：小園浩己（藝人）
負責視頻、網頁、移動內容的製作。
- 株式会社グラッシーズ（页面存档备份，存于）

東京都渋谷区神宮前2-34-17住友不動產原宿大樓17F，2007年1月30日設立。
董事長：芝幸太郎
負責餐廳「belta salone」「六本木イマカツ」的運營事業。
- 株式会社サファリ[永久]

東京都渋谷区神宮前2-34-17住友不動產原宿大樓17F、2010年10月28日設立。
董事長：芝幸太郎
董事：戸賀崎智信
旅行代理店・各种乘车船券的委托销售业务。
- FLAVE ENTERTAINMENT（页面存档备份，存于）

東京都渋谷区神宮前2-34-17住友不動產原宿大樓17F、2012年7月27日設立。
董事長：五味磨
经纪公司（所属藝人大半從office48移籍者）
公司总部的所在地、传真号码、 管理人员均跟office 48 完全相同。

## 關聯條目
- 僕と地球を繋ぐ森（页面存档备份，存于）

## 外部連結
- （日語）子公司FLAVE ENTERTAINMENT官網（页面存档备份，存于）
- （日語）秋元才加、梅田彩佳、小林香菜、増田有華、宮澤佐江Ameba官方博客（页面存档备份，存于）